# Coenosia abyssinica
Coenosia abyssinica este o specie de muște din genul Coenosia, familia Muscidae. A fost descrisă pentru prima dată de Fritz Isidore van Emden în anul 1941.
Este endemică în Etiopia. Conform Catalogue of Life specia Coenosia abyssinica nu are subspecii cunoscute.